# 朱健 (1975年)
朱健（1975年7月—），江苏江阴人，中华人民共和国政治人物。

## 生平
1975年7月，朱健出生在江苏省江阴县（今江阴市）。1994年8月加入中国共产党。1993年，朱健考入上海交通大学动力机械工程系热能动力机械与装置专业，1997年取得工学双学士学位，1998年取得法学硕士学位，2001年取得管理学博士学位。
自1997年起，朱健在母校上海交通大学工作，2013年3月晋升党委副书记，2017年6月挂职中共怀化市委常委、怀化市人民政府副市长。2019年1月，朱健出任中共长沙市委副书记、市委党校（市行政学院）校（院）长。2020年2月，朱健出任中共衡阳市委副书记，衡阳市人民政府党组书记、代理市长，5月正式出任市长。